# Трепова Дар'я Євгенівна
Дар'я Євгенівна Трепова (рос. Дарья Евгеньевна Трепова; нар. 16 лютого 1997, Санкт-Петербург) — мешканка Санкт-Петербурга, засуджена у Росії за скоєння вибуху на презентації книги українського сепаратиста, бойовика ДНР, військового кореспондента та блогера-пропагандиста Владлена Татарського, в результаті якого сам Татарський загинув, а понад 40 людей постраждали. Отримала вирок 27 років позбавлення волі, який став найтривалішим серед жінок в історії сучасного російського правосуддя.

## Біографія
Дар'я Трепова народилася 16 лютого 1997 року у Санкт-Петербурзі. Середню освіту здобула в ліцеї № 408 в Пушкіні Видання «Московський комсомолець» зазначало, що батько дівчини помер, коли вона закінчувала навчання в ліцеї. Мати Трепової після смерті чоловіка вступила в нові стосунки, і, згідно з даними засобів масової інформації, станом на квітень 2023 перебувала в декретній відпустці. Незважаючи на сімейні проблеми, Дар'ї вдалося досягти високих показників при здачі Єдиного державного іспиту: так, іспит з російської мови дівчина склала на 100 балів зі 100 можливих. Співрозмовнику «Російської служби Бі-Бі-Сі» Трепова в період навчання в ліцеї запам'яталася як весела дівчина, яка не дотримувалася жодних політичних поглядів.
За повідомленнями ЗМІ, після закінчення школи Трепова вступила на медичний факультет Санкт-Петербурзького державного університету. Видання «Коммерсантъ» зазначає, що в соцмережах дівчина критикувала однокурсників, які після лекцій вмикали «пісні путінських співаків». Навчання у ВНЗ Трепова поєднувала з підробітком у стоматології, а пізніше — з виконанням замовлень як дизайнер-фрілансер і роботою адміністратором у магазині вінтажного одягу. Як зазначали знайомі Дар'ї, вона позиціонувала себе як феміністку і веганку, а також відвідувала заходи російської опозиції. У 2019 році Трепова відрахувалася з університету за власним бажанням.
Після початку повномасштабного російського вторгнення на територію України Дар'я Трепова брала участь у антивоєнних протестах: 24 лютого 2022 року о 20:05 Трепова була затримана навпроти будинку №35 на Невському проспекті в Санкт-Петербурзі і пізніше заарештована Красносільським районним судом Санкт-Петербурга на 10 діб «за порушення санітарних норм і створення перешкод для руху пішоходів і транспортних коштів» (ст. 20.2.2 Кодексу РФ про адміністративні правопорушення). «Доказів провини Трепової у рішенні не наводиться — лише зазначено, що вона проігнорувала вимогу поліції розійтися і „добровільно продовжила брати участь у заході“. Тоді як „особи, які не беруть участь у заході… заздалегідь залишили місце його проведення“. Оскаржити арешт Трепової її захиснику не вдалося», — вказує «Російська служба Бі-Бі-Сі». Пізніше переїхала до Москви, де винаймала квартиру неподалік від станції метро «Медведкове», а потім до Грузії, де проживала протягом півроку.
Через фінансові труднощі Трепова була змушена повернутися в Росію. ЗМІ звертали увагу на залишені в жовтні 2022 року записи дівчини в «Твіттері», в яких, наприклад, вона повідомляла, що «думає про самогубство від 20 до 150 разів на день» «без нотки жалості до себе». Наступного місяця Трепова видалила свій твіттер-аккаунт.
9 березня 2023 року Трепова зареєструвалася як індивідуальний підприємець (вид діяльності по ЗКВЕД — «торгівля роздрібна поштою або по інформаційно-комунікаційній мережі Інтернет»). «За свідченнями друзів, матеріальне становище Дар'ї Трепової помітно зросло, вона продавала речі та аксесуари» — зазначалося в «Комерсанті».

## Кримінальне переслідування
2 квітня 2023 року у приміщенні кафе «Патріот» (раніше — Street Food Bar № 1, розташоване за адресою Університетська набережна, будинок 21Б), що належало Пригожину Євгену Вікторовичу в цей момент проходила зустріч учасників дискусійного клубу «Кібер Фронт Z» з воїнкером та блогером-пропагандистом Максимом Фоміним, більш відомим під псевдонімом Владлен Татарський, стався вибух. Внаслідок того, що сталося, сам Татарський загинув на місці, 42 людини постраждали. Головним слідчим управлінням Слідчого комітету Російської Федерації по Санкт-Петербургу було порушено кримінальну справу про вбивство, скоєне загальнонебезпечним способом (п. «е» ч. 2 ст. 105 Кримінального кодексу РФ), проте пізніше кваліфікацію було змінено: слідчі вбачали в подій ознаки терористичного акту.
Через нетривалий час стало відомо, що в скоєнні злочину підозрюється Дар'я Трепова, яка, згідно з версією слідства, була присутня на зустрічі з Татарським і передала йому статуетку, імовірно, начинену вибухівкою. У Слідчому комітеті також заявили, що Трепова, «виконуючи вказівки осіб, які діяли з території України, принесла в кафе в центрі Санкт-Петербурга статуетку, начинену вибухівкою, і передала її військовому кореспонденту Максиму Фоміну», аналогічна заява була зроблена в Національному антитерористичному комітеті, де вибух пов'язали з діяльністю оголошеного в Росії екстремістським Фонд боротьби з корупцією. Трепову оголосили у федеральний розшук, наступного дня її було затримано.
Затриману Трепову етапували в Москву для обрання запобіжного заходу, їй також було пред'явлено звинувачення в скоєнні теракту і незаконному носінні вибухових пристроїв (п. «е» ч. 2 ст. 105, ч. 4 ст. 222.1 Кримінального кодексу РФ). 4 квітня Басманний районний суд міста Москви задовольнив клопотання слідство про обрання Трепової запобіжного заходу у вигляді ув'язнення під варту і заарештував дівчину на два місяці.

### Рішення суду
25 січня 2024 року Трєпову засудили до 27 років колонії. Трєпову визнали винною у скоєнні теракту (пункт "б" частини 3 статті 205 КК РФ), незаконному обігу вибухових речовин (частина 4 статті 222.1 КК РФ) і підробці документів (частина 4 статті 327 КК РФ). Провину за останнім обвинуваченням вона визнала. Вирок став вибірково найжорстокішим та найтривалішим за всю історію російського правосуддя.

## Сім'я
Одружена з політичним активістом і членом Лібертаріанської партії Росії Дмитром Риловим, разом подружжя брали участь в антивоєнних протестах. як зазначає «Коммерсантъ», деякі Telegram-канали характеризують цей шлюб як фіктивний шлюб. Після початку мобілізації в Росії Рилов залишив Росію і поїхав до Грузії.